# SN 2007ru
SN 2007ru – supernowa typu Ic-pec odkryta 3 grudnia 2007 roku w galaktyce UGC 12381. Jej maksymalna jasność wynosiła 16,55m.